# Louis d'Illens
Louis Jonas Emmanuel d'Illens (* 6. Februar 1749 in Lausanne; † 20. August 1819 in Marseille; heimatberechtigt in Lausanne) war ein Schweizer Kaufmann und Sklavenhändler.

## Leben

### Familie
Louis d'Illens entstammte der Freiburger Ministerialenfamilie d'Illens. Sein Vater, Marc-Guérard d'Illens (* 1706; † 29. September 1780 in Lausanne), war Notar und stellvertretender Gerichtsschreiber, während seine Mutter Henriette (geb. Roguin; * 3. März 1713 in Yverdon-les-Bains; † 30. April 1768 in Lausanne) aus einer angesehenen Familie stammte. Er hatte noch eine Schwester, die seit 1764 mit dem Kaufmann Jacob Berthout van Berchem verheiratet war.
Louis d'Illens heiratete am 22. September 1778 in Marseille Louise Henriette (* 1754), die Tochter des wohlhabenden reformierten Kaufmanns Georges Antoine Audibert; gemeinsam hatten sie eine Tochter.

### Werdegang
Louis d'Illens zog nach Marseille und begann seine berufliche Laufbahn als Gehilfe eines Händlers. Seine Erfahrungen in dieser Position führten dazu, dass er sich schließlich selbstständig machte, indem er Anteile an verschiedenen Reedereien erwarb. 
In den Jahren 1790 bis 1791 arbeitete er eng mit seinem Schwager Jacob Berthout van Berchem sowie seinem Neffen Augustin Roguin zusammen. Gemeinsam gründeten sie eine Handelsgesellschaft, die sich vorwiegend auf den Import von Kolonialwaren aus dem Indischen Ozean spezialisierte. Diese Unternehmung versuchte auch, im Sklavenhandel Fuß zu fassen, indem sie mehrere Schiffe für den Transport von Sklaven ausrüsteten. 
Die Handelsaktivitäten von D'Illens, van Berchem und Roguin fanden in einem Zeitraum statt, der durch erhebliche politische und wirtschaftliche Umwälzungen geprägt war. Bedingt durch die Französische Revolution und die nachfolgenden politischen Umbrüche kam es zu einem Rückgang des maritimen Handels und einer Unsicherheit für viele Kaufleute. Die Gesellschaft erlebte sowohl Höhepunkte als auch Rückschläge; während sie anfänglich von den Möglichkeiten des Sklavenhandels profitierte, war sie auch den Folgen der politischen Instabilität und der britischen Seeblockade ausgesetzt.
Die Gesellschaft war aktiv in einem Netzwerk, das sich über die Schweiz, Frankreich und die Kolonien erstreckte. Ihre Handelsaktivitäten umfassten verschiedene Waren, die zwischen den Märkten in Europa und den Kolonien ausgetauscht wurden. Diese komplexen Handelsbeziehungen ermöglichten es ihnen, in einem zunehmend wettbewerbsintensiven Markt zu operieren.
Aufgrund von internen und externen Schwierigkeiten wurde die Gesellschaft 1797 aufgelöst.

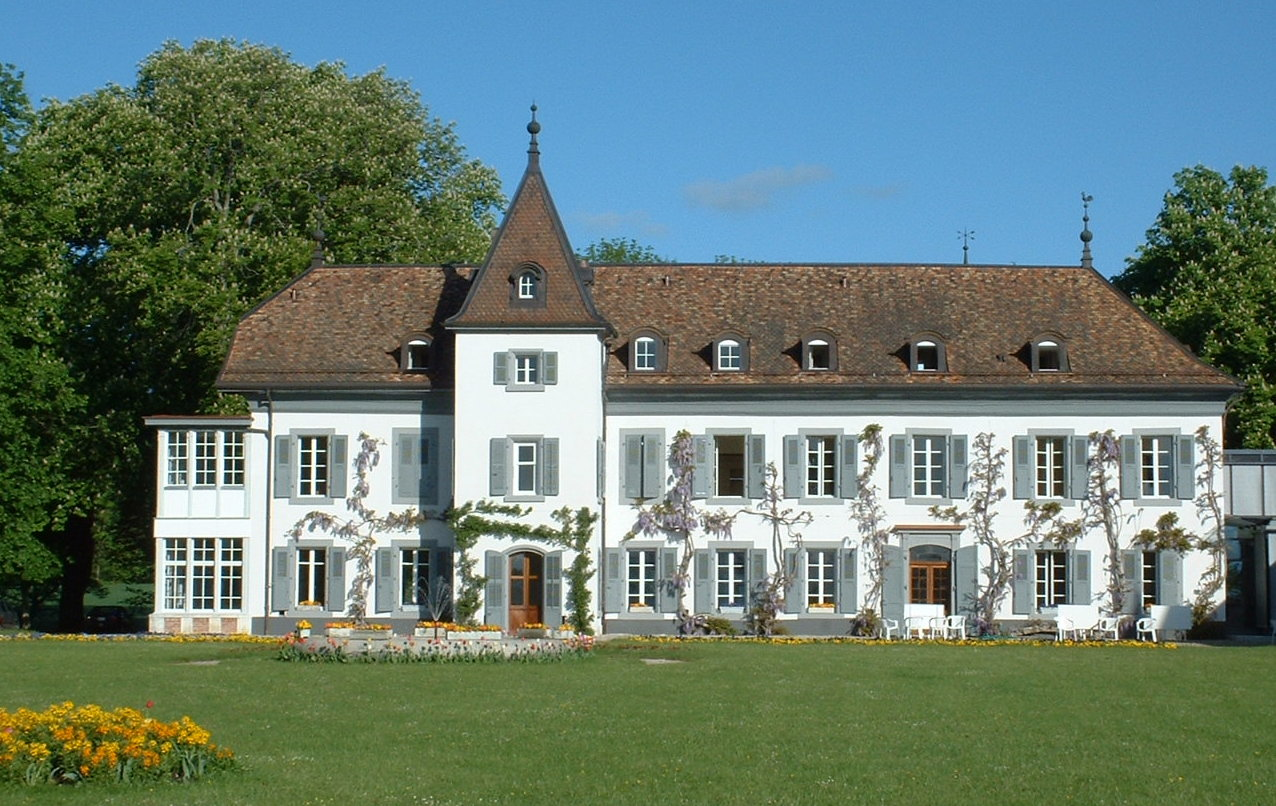
Château de Bossey

Nach dem Ende der Handelsgesellschaft investierte Louis d'Illens in verschiedene Immobilien. Er erwarb ein Nationalgut und später eine Papierfabrik im Département Aveyron, einer Region bei den Midi-Pyrénées, wo er seine unternehmerischen Aktivitäten fortsetzte. 
1795 erwarb er die Waadtländer Herrschaft Bogis-Bossey mit dem Château de Bossey. Diese Liegenschaft stellte nicht nur einen bedeutenden wirtschaftlichen Wert dar, sondern war auch ein Zeichen seines sozialen und politischen Einflusses. Im Jahr 1809 verkaufte er die Herrschaft an die Schriftstellerin Germaine de Staël.
Louis d'Illens hinterließ ein vielfältiges Erbe, das jedoch von seinen Nachkommen nicht angenommen wurde. Die Gründe für diese Entscheidung sind nicht vollständig dokumentiert.